# رضوانی موتورز

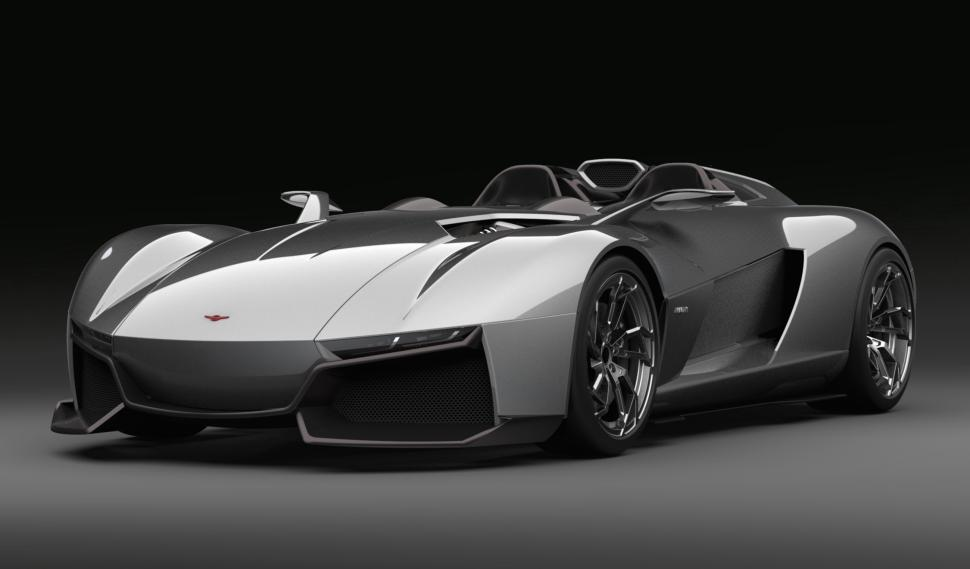
رضوانی بیست نخستین خودروی اسپورت این شرکت است که بر پایه آریل اتم ساخته شده است

رضوانی موتورز (به انگلیسی: Rezvani Motors) یک طراح خودرو در آمریکا و سازنده خودروهای اسپورت با کارایی بالا مستقر در ارواین، کالیفرنیا است. رضوانی موتورز توسط فردیس رضوانی ایرانی-آمریکایی، یکی از طراحان ونسر سارته تأسیس شد.
رضوانی و تاریخچه جذاب و کامل آن – نوآوری در خودروهای جنگنده‌ پسند
رضوانی موتورز برای نخستین بار رضوانی بیست را عرضه کرد. تولید خودروی رضوانی موتورز در یک مرکز ۵۰٬۰۰۰ فوت مربعی RAD در سانتا آنا، کالیفرنیا در حال انجام است. رضوانی موتورز در می ۲۰۱۵ جزئیات و عکس‌هایی از رضوانی بیست را منتشر کرد. در ژوئن ۲۰۱۵، رضوانی از نسخه تولیدی سوپر اسپرت خود رونمایی کرد که به مشتریان این امکان را می‌داد تا این خودرو را در فرایندی ۸ تا ۱۲ هفته ای سفارش دهند.
محصول اصلی این شرکت رضوانی بیست است که پروژه‌ای با سرمایه‌گذاری شخصی رضوانی است.

## تاریخچه
رضوانی موتورز در سال ۲۰۱۳ توسط فردیس رضوانی تأسیس شد. در ژوئن همان سال، رضوانی موتورز رضوانی بیست را بر اساس آریل اتم معرفی کرد. تولید خودروی رضوانی موتورز در کارخانه‌ای به مساحت ۵۰٬۰۰۰ فوت مربع در سانتا آنا، کالیفرنیا انجام می‌شود. رضوانی موتورز در می ۲۰۱۵ جزئیات و عکس‌هایی از رضوانی بیست منتشر کرد. در ژوئن ۲۰۱۵، رضوانی از نسخه تولیدی بیست رونمایی کرد که به مشتریان این امکان را می‌دهد تا این خودرو را با فرایند تولید ۸ تا ۱۲ هفته سفارش دهند.
کریس براون نخستین رضوانی بیست را در سال ۲۰۱۵ به قیمت ۲۰۰ هزار دلار خریداری کرد. این ماشین در فیلمبرداری تک آهنگ براون "Liquor" استفاده شد. انریکه ایگلسیاس در موزیک ویدیوی خود "El Baño" رضوانی بیست آلفا را رانندگی کرد.
رضوانی در نوامبر ۲۰۱۷ از خودروی جدید خود به نام تانک رونمایی کرد. تانک به عنوان یک کامیون سبک نظامی برای جاده طراحی شده است که با یک موتور ۶٫۴ لیتری وی۸ دوج همی و ۴ چرخ محرک بر حسب تقاضا تأمین می‌شود. 

## مدل‌ها

### بیست
در ژوئن ۲۰۱۴، رضوانی موتورز رضوانی بیست (به انگلیسی: Beast) را بر پایه آریل اتم با استفاده از شاسی آریل اتم با بدنه فیبر کربنی سبک‌وزن معرفی کرد. این دستگاه ساخت آمریکاست که از چندین قطعه ساخت بریتانیایی آریل اتم استفاده می‌کند. این خودرو دارای گیربکس شش سرعته دستی با طرح چرخ‌های عقب است. شیشه جلو قابل جابجایی است و وزن خودرو تقریباً ۱٬۶۵۰ پوند است.

### بیست ایکس
وزن بیست ایکس (به انگلیسی: Beast X) ۱۸۵۰ پوند است و ۷۰۰ اسب بخار قدرت دارد. این خودرو دارای یک موتور ۲٫۴ لیتری با توربوشارژرهای بورگ وارنر است که به آن کمک می‌کند در ۲٫۵ ثانیه به سرعت ۶۰ مایل در ساعت برسد. تنها ۵ بیست ایکس با قیمت پیش‌بینی شده ۳۲۵٬۰۰۰ دلار تولید خواهد شد. 

### بیست آلفا
در نوامبر ۲۰۱۶، رضوانی از بیست آلفا (به انگلیسی: Beast Alpha) به عنوان نسخه آینده رونمایی کرد. آلفا شامل اختراع جدید رضوانی «درهای جانبی»، یک سقف سخت، شیشه‌های برقی، قفل‌های برقی، کیسه‌های هوا و کنترل آب و هوا خواهد بود.

### بیست آلفا ایکس
رضوانی در فوریه ۲۰۱۸ از بیست آلفا ایکس (به انگلیسی: Beast Alpha X) «بلک‌برد» رونمایی کرد. این خودرو با الهام از لاکهید اس‌آر-۷۱ بلک‌برد، جدیدترین خودروی آن‌ها است که وزن بدنه آن ۲۱۵۰ پوند کاهش یافته است، موتور ۲٫۵ لیتری توربوشارژر ۷۰۰ اسب بخار و سرعت ۰–۶۰ مایل در ساعت ۲٫۹ ثانیه است. 

### تانک

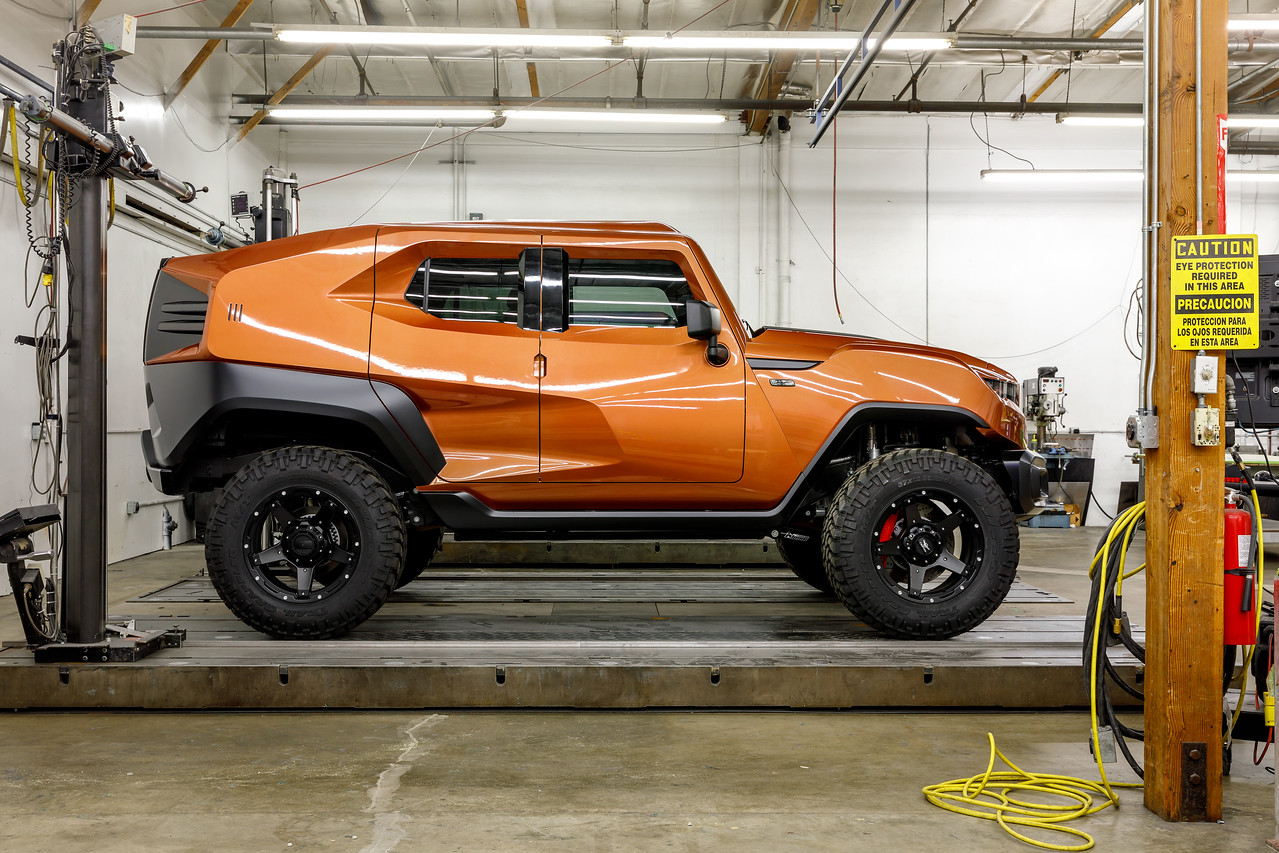
رضوانی تانک

رضوانی در نوامبر ۲۰۱۷ از خودروی جدید خود با نام تانک (به انگلیسی: Tank) رونمایی کرد.
رضوانی تانک ۲۰۲۰ یک خودرو با موتور ۶٫۴ لیتری SRT HEMI وی۸ با قدرت ۵۰۰ اسب بخار یا موتور ۶٫۲ لیتری وی۸ سوپرشارژ ۱۰۰۰ اسب بخاری موجود در دوج دمون ارائه می‌شود. تانک از سامانه تعلیق FOX ارتقا یافته استفاده می‌کند. تانک رضوانی در فیلم‌هایی چون مردان سیاه‌پوش: بین‌المللی حضور داشته است.

#### نسخه نظامی
نسخه نظامی تانک رضوانی دارای محافظ استاندارد زرهی بالستیک ضدگلوله در شیشه و بدنه است که قادر به مقاومت در برابر گلوله‌های اِی‌کِی ۴۷ است. تجهیزات استاندارد شامل شیشه ضد گلوله و زره بدن، محافظ زیرین در برابر انفجار، صفحه دود، لاستیک‌های Run-flat و سیستم دید در شب حرارتی است.

### رضوانی هرکول
رضوانی هرکول (به انگلیسی: Hercules) یک وانت ۶×۶ است که بر روی شاسی بدنه جیپ گلادیاتور ساخته شده و در ۱۰ نوامبر ۲۰۲۰ بر روی پلتفرم‌های آنلاین رونمایی شد. گزینه‌های موتور عبارتند از ۳٫۶ لیتر وی۶، ۳٫۰ لیتر توربودیزل، ۶٫۴ لیتر وی۸، ۶٫۲ لیتر وی۸ سوپرشارژر یا ۷٫۰ لیتر وی۸ سوپرشارژ سفارشی که حداکثر ۱٬۳۰۰ اسب بخار قدرت تولید می‌کند.

### رضوانی ونجنس
رضوانی ونجنس (به انگلیسی: vengeance) یک شاسی بلند آفرود با اندازه کامل است که از سال ۲۰۲۲ توسط رضوانی تولید شده است. این خودرو دارای قابلیت‌های خارج از جاده (آفرود) است و با تریم بسته نظامی همراه با زره بدنه و شیشه‌های مقاوم در برابر گلوله عرضه می‌شود. گزینه‌های پیشرانه شامل ۶٫۲ لیتر وی۸ گازی ۴۲۰ اسب بخار، 3.0 I6 دیزل ۲۷۷ اسب بخار، ۶٫۲ لیتر وی۸ سوپرشارژ با ۵۹۰ اسب بخار و ۶٫۲ لیتر وی۸ سوپرشارژ ۸۱۰ اسب بخار است.